# 中形三强蟹
中形三强蟹（学名：Tritodynamia intermedia）为大眼蟹科三强蟹属的动物。分布于日本以及中国大陆的山东等地，生活环境为海水，常栖息于沿岸带的泥沙滩。